# Chila Kumari Burman
Le Dr Chila Kumari Burman (Punjabi : ਚਿਲਾ ਕੁਮਾਰੀ ਬਰਮਨ) née en 1957 à Liverpool est une artiste britannique féministe et activiste. C'est une figure importante du mouvement Black British Art des années 1980. Elle travaille de manière expérimentale à travers l'impression, le collage, les techniques mixtes, la peinture et la photographie à partir de son autobiographie, explorant les notions de classe, genre et race.

## Biographie
Née à Bootle, près de Liverpool, Chila Kumari Burman  fréquente le Southport College of Art, la Leeds Polytechnic and Slade School of Fine Art, où elle obtient son diplôme en 1982. Ses parents hindous sont originaires du Pendjab. Ils ont rejoint le Royaume-Uni dans les années 1950. Ce fait de biographie permet à Chila Kumari Burman d'etudier avec un regard critique la situation des femmes sud-asiatiques à travers elle-même, sa famille, ses parents et ses grands-parents.  
Travaillant à travers la gravure, la peinture, le collage, le cinéma et la photographie, son travail pendant quatre décennies se trouve à l'intersection du féminisme, de la race et de la représentation en tant qu'activisme et œuvre d'art. Dans les années 1980, ses gravures des années 1980 sont exposées avec des œuvres d'artistes britanniques noirs qui font partie du mouvement de protestation politique contre la police, contre le racisme dans la société britannique et en particulier les stéréotypes liées aux femmes sud-asiatiques. En 2018, la contribution de Chila Kumari Burman à l'art britannique a été reconnue par l'Université des Arts de Londres : elle reçoit un doctorat honorifique.  
Dans les années 1980, son travail est présenté dans de nombreuses expositions d'artistes britanniques noirs de: Four Indian Women Artists ( UK Artists Gallery, 1982); Black Women Time Now ( Battersea Arts Centre, Londres, 1983); The Thin Black Line ( ICA, Londres, 1985); Black Art: New Directions (Stoke on Trent Museum and Art Gallery, 1989); et l'exposition féministe Along the Lines of Resistance (Rochdale Art Gallery and touring, 1989). 
Dans les années 1990 et 2000, elle explore son histoire familiale et le travail de son père en tant que vendeur de glaces à Bootle (dans ses expositions Candy-Pop & Juicy Lucy, Stephen Lawrence Gallery, Université de Greenwich, Londres, 2006; Ice Cream and Magic, The Pump House, People's History Museum, Manchester, 1997). Dans les années 1990, son travail a commencé à être présenté à l'international et elle participe à la cinquième Biennale de La Havane (1994); dans Transforming the Crown ( Studio Museum, Harlem and Bronx Museum, New York, 1997); Genres et nations (avec Shirin Neshat ; Herbert F. Johnson Museum of Art, Cornell University, État de New York, 1998).  
28 Positions in 34 Years, est une rétrospective de son travail présentée à Londres, Liverpool, Glasgow, Cardiff, Cardiff. Dans les années 2000, elle expose davantage dans le sous-continent asiatique, participant à des expositions d'artistes féministes et sud-asiatiques clés qui explorent la diaspora des identités sud-asiatiques: par exemple Les femmes sud-asiatiques de la diaspora à New York en 2001, et Text and Subtext à Singapour en 2000. 
En 2018, l'exposition Tales of Valiant Queens, au Middlesbrough Institute of Modern Art présente des œuvres réalisées entre les années 1970 et 2018, centrées sur les thèmes de l'autonomisation des femmes, de l'activisme social et politique, des traditions folkloriques et des héritages coloniaux. Cette exposition montre sa vision de la culture visuelle britannique contemporaine qui reste investie dans l'héritage d'Empire, et montre comment les définitions régressives de l'identité sont restées incontestées dans la Grande-Bretagne post-coloniale. 
Parallèlement aux arts visuels, Chila Kumari Burman a beaucoup écrit sur le féminisme, la race, l'art et l'activisme. En 1987, elle écrit  Il y a toujours eu de grands artistes femmes noires, explorant la situation des femmes artistes noires en relation avec l'essai de Linda Nochlin de 1971 Pourquoi n'y a-t-il pas eu de grandes femmes artistes ? (publié pour la première fois dans Women Artists Slide Library Journal n ° 15 (février 1987), puis dans Hilary Robinson (éd. ), Visably Female (Londres: Camden Press, 1987); également reproduit dans Collective Black Women Writers, Charting the Journey: An Anthology on Black and Third World Writers (Londres: Sheba Publishers). 
Son travail est apparu sur la jaquette des deux romans de Meera Syal lors de sa première publication: Anita and Me (Doubleday / Transworld, 1996); La vie n'est pas tout Ha Ha Hee Hee (Doubleday / Transworld, 1999), ainsi que sur les couvertures de James Proctor (éd. ), Writing Black Britain, 1948-1998 (Manchester University Press, 2001); Roger Bromley (éd. ), Récits pour un nouvel appartenance: fictions culturelles diasporiques (Edinburgh University Press, 2000); et Peter Childs et Patrick Williams, An Introduction to Post-Colonial Theory (Prentice Hall, 1998).  
Le travail de Chila Kumari Burman figure dans la publication de l'exposition 2018 No Color Bar: Black British Art in Action 1960–1990, édité par Beverley Mason et Margaret Busby. 

## Publications
- Talking in Tongues, dans Maud Sulter (éd. ), Passion: discours sur la créativité des femmes noires, Hebden Bridge: Urban Fox Press, 1990
- Mash it up, dans Rozsika Parker et Griselda Pollock, Framing Feminism: Art and the Women's Movement, 1970-1985, Londres: Pandora Press, 1990

## Expositions personnelles
- Fragments of My Imagination, Paradox Gallery, Singapour, tournée à Blindspot Gallery, Hong Kong, 2011
- CANDY-POP & JUICY LUCY, Stephen Lawrence Gallery, Université de Greenwich, Londres, Royaume-Uni,2006
- Chila Kumari Burman, 1995-présent, Waterside Arts Centre, Manchester, Royaume-Uni, 2005
- Material Serendipity, Plymouth Arts Center, 2004
- Points of View, Hastings Museum & Art Gallery, Hastings, Royaume-Uni, 2003
- Enchanting the Icon, Sakshi Gallery, 2003
- Visual Autobiographies, Rich Mix, Londres, 2002
- Hello Girls!, Andrew Mummery Gallery, Londres, Royaume-Uni, 1999
- 28 Positions in 34 Years, Victoria and Albert Museum, Londres, Royaume-Uni, 1999
- Genders and Nations (avec Shirin Neshat), Herbert F. Johnson Museum of Art, Cornell University, New York State, catalogue d'exposition, Katy Deepwell, 1998
- Ice Cream and Magic, The Pump House, People's History Museum, Manchester, Royaume-Uni, 1997
- Between the Visible and Invisible, National College of the Arts, Lahore, Pakistan, 1996
- 28 Positions in 34 Years (spectacle de tournée rétrospective), Camerawork, Londres, Royaume-Uni; Liverpool Bluecoat Gallery, Liverpool, Royaume-Uni; Oldham Art Gallery, Oldham, Royaume-Uni; Huddersfield Art Gallery, Huddersfield, Royaume-Uni; Street Level Gallery, Glasgow, Royaume-Uni; Cardiff Technical College, Cardiff, Royaume-Uni; Watermans Arts Centre, Londres, Royaume-Uni, 1995